# Col du Nid de Corbeau
Ne doit pas être confondu avec Crowsnest Pass (municipalité spécialisée).
Le col du Nid de Corbeau, officiellement col Crowsnest (en anglais Crowsnest Pass ou parfois Crow's Nest Pass), est un col de montagne à travers le Continental Divide dans les Rocheuses canadiennes, à la frontière entre les provinces d'Alberta et de la Colombie-Britannique au Canada. Il est situé à une altitude de 1 358 mètres.